# Phenomenon (filme)
Phenomenon (br Fenômeno; pt Fenómeno) é um filme estadunidense, do ano de 1996, dos gêneros drama de fantasia romântica, dirigido por Jon Turteltaub, escrito por Gerald Di Pego, e estrelado por John Travolta, Kyra Sedgwick, Forest Whitaker e Robert Duvall.
No filme, um amável, homem comum de uma cidade pequena é inexplicavelmente transformado em um gênio com poderes telecinéticos. A música original foi composta por Thomas Newman. Foi filmado em Auburn, Colfax, Davis, Sacramento, Santa Rosa, Condado de Sonoma, e Treasure Island, todos no norte da Califórnia.

## Enredo
No dia de seu aniversário de 37 anos, o amável  mecânico George Malley passa por uma estranha experiência. Vê no céu uma luz muito intensa que vem em sua direção e, com o impacto é jogado ao chão. Ao se recuperar, nota que algo estranho lhe aconteceu pois, nos dias seguintes, consegue fazer coisas que jamais tinha conseguido como ler diversos livros em poucas horas, aprender novas línguas em questão de minutos e jogar xadrez como um mestre. Quando o amigo radioamador Nate lhe mostra uma transmissão militar codificada, em código morse, ele consegue decifrá-la instantaneamente e, faz com que o amigo transmita uma resposta. Esta ação faz com que a atenção dos militares seja atraida para sua pessoa e, começam a assediá-lo para que use seus novos poderes para fins militares. Ele não concorda pois acha que este novo dom deve ser usado para o bem da humanidade. Aos poucos, descobre que tambem esta desenvolvendo um tumor no cérebro que é inoperável e acabará por matá-lo.

## Elenco

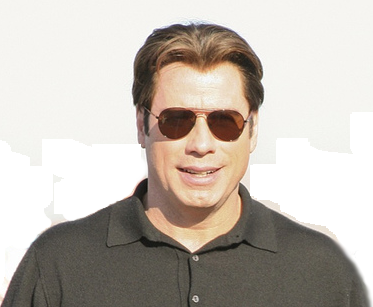
John Travolta é George Malley.

| Nome                 | Personagem         |
| -------------------- | ------------------ |
| John Travolta        | George Malley      |
| Kyra Sedgwick        | Lace Pennamin      |
| Forest Whitaker      | Nate Pope          |
| Robert Duvall        | Doc Brunder        |
| Jeffrey DeMunn       | Prof. John Ringold |
| Richard Kiley        | Dr. Wellin         |
| David Gallagher      | Al Pennamin        |
| Ashley Buccille      | Glory Pennamin     |
| Tony Genaro          | Tito               |
| Sean O'Bryan         | Banes              |
| Michael Milhoan      | Jimmy              |
| Troy Evans           | Roger              |
| Bruce A. Young       | Jack Hatch         |
| Vyto Ruginis         | Ted Rhome          |
| Brent Spiner         | Dr. Bob Niedorf    |
| Elisabeth Nunziato   | Ella               |
| Ellen Geer           | Bonnie             |
| James Keane          | Pete               |
| Susan Merson         | Enfermeira         |
| Mark Valim           | Alberto            |
| Michael Forner       | Charlie Shipper    |
| Anni Long            | Major Benz         |
| Sandy Stoltz         | Duck Carnie        |
| Tony A. Mattos       | Pai de Ella        |
| James Anthony Cotton | Cal                |
| Justin DiPego        | Homem do UFO       |

## Recepção

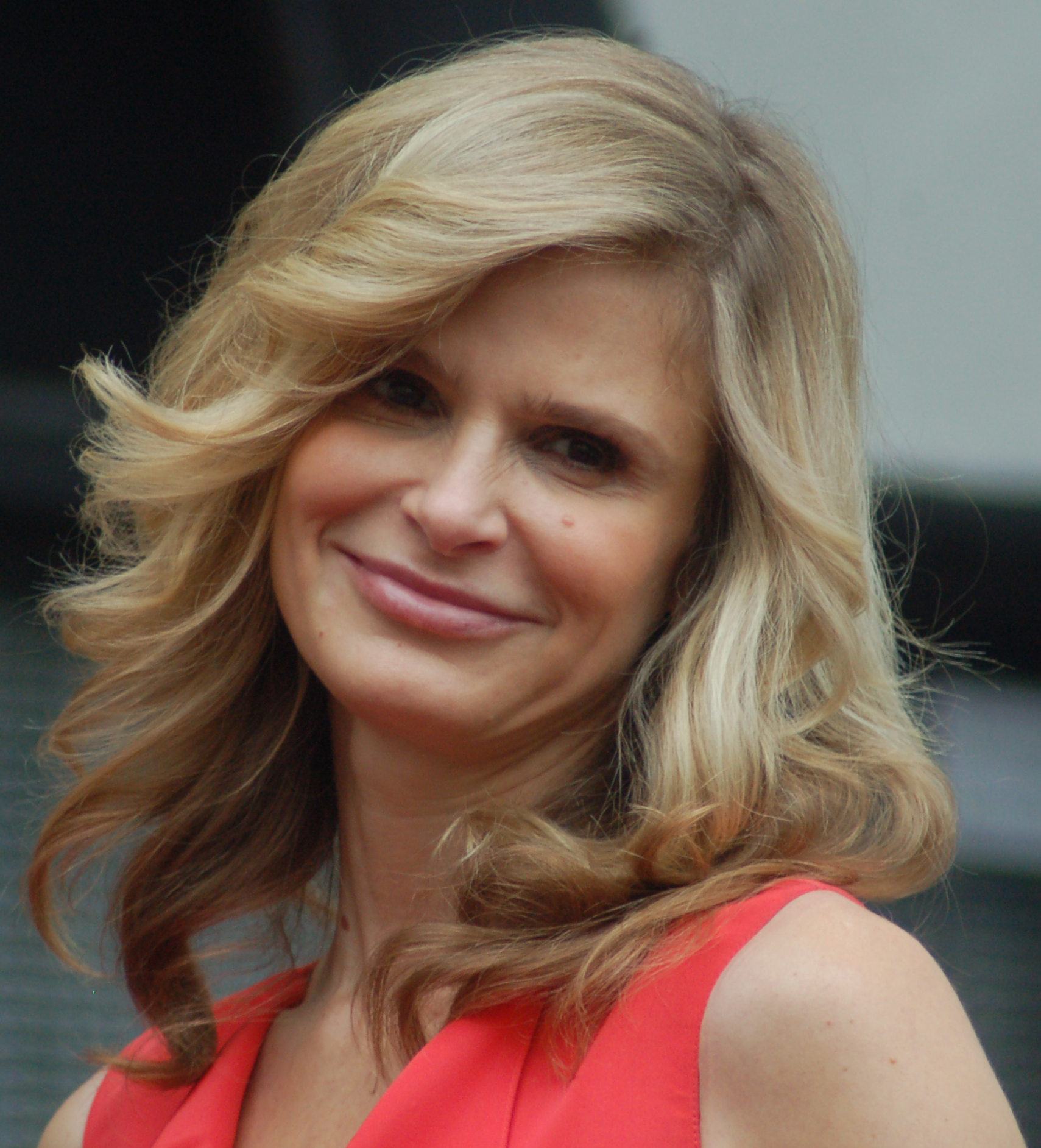
Kyra Sedgwick é Lace Pennamin.

O filme recebeu críticas mistas dos críticos, e mantém uma média de 50% no Rotten Tomatoes com base em 34 avaliações.
O filme foi um sucesso de bilheteria, tendo ganho mais de $16,000,000 milhões de dólares em sua semana de estréia, estreando na terceira posição e, posteriormente, subindo para segundo. Ele finalmente arrecadou $104,636,382 nos EUA e $47,400,000 dólares em outras regiões, arrecadando cerca de $152,000,000 milhões de dólares em geral.
A cena em que Malley pede a Pennamin: "Ei, você, uh, me amar pelo resto da minha vida?" e ela responde: "Não, eu vou te amar para o resto da minha" foi inspirado no single de 1997 de Trace Adkins "The Rest of Mine".

## Premiações
Travolta e Whitaker ambos ganharam um Blockbuster Entertainment Awards por suas atuações em 1997. Além disso Whitaker recebeu um Image Awards. No mesmo ano, o filme foi indicado para o prêmio Saturn. Travolta foi indicado ao MTV Movie Award por sua atuação, bem como para Melhor Beijo com Kyra Sedgwick. Eric Clapton foi nomeado para sua canção Change the World e ganhou um prêmio ASCAP e a BMI Film & TV. Thomas Newman também recebeu um BMI Film & TV Award para a trilha sonora.
- Indicado

Academy of Science Fiction, Fantasy & Horror Films
Categoria Melhor Filme de Fantasia
Image Awards
Categoria Melhor Ator Coadjuvante Forest Whitaker
MTV Movie Awards
Categoria Melhor Beijo John Travolta e Kyra Sedgwick
Categoria Melhor Ator John Travolta
Categoria Melhor Canção Eric Clapton
NCLR Bravo Awards
Categoria Melhor Ator Tony Genaro
Young Artist Awards
Categoria Melhor Atriz Adolescente ou Criança Ashley Buccille
- Ganhou

ASCAP Film and Television Music Awards
Categoria Melhor Canção Gordon Kennedy, Tommy Sims e Wayne Kirkpatrick pela canção Change The World
BMI Film & TV Awards
Categoria Prêmio BMI Film Music Thomas Newman
Categoria Melhor Interpretação Musical Wayne Kirkpatrick pela canção Change The World
Blockbuster Entertainment Awards
Categoria Melhor Ator Dramático John Travolta
Categoria Melhor Ator Coadjuvante Forest Whitaker